# Mikołaj Chylak
Mikołaj Chylak (ur. 22 maja 1975 w Warszawie) – polski malarz i pedagog.

## Życiorys
Mikołaj Chylak urodził się w Warszawie 22 maja 1975 roku. Ojciec Aleksander Chylaka jest urbanistą, matka Maryna Miklaszewska pisarką i działaczką antykomunistyczną. Mając niespełna 10 lat Mikołaj Chylak zilustrował powieść Mikołajek w szkole PRL, wydaną w podziemnym wydawnictwie przez swoją matkę. Artysta ukończył studia na wydziale malarstwa warszawskiej ASP, uzyskując dyplom w pracowni prof. Rajmunda Ziemskiego w 2000 roku.
Jego obrazy znajdują się w kolekcjach prywatnych w kraju i zagranicą (USA, Niemcy, Dania, Wielka Brytania). Równolegle do malarstwa sztalugowego zajmuje się pracą dydaktyczną w obszarze sztuk wizualnych w I SLO Bednarska. Wiosną 2008 roku na zamówienie Muzeum Powstania Warszawskiego wykonał mural Powstańcze niebo w ramach akcji „Mur Sztuki”, zaś w 2012 roku zilustrował tom Czesława Miłosza Świat. Poema naiwne, za co otrzymał wyróżnienie w konkursie Książka Roku, organizowanym przez Polską Sekcję IBBY w kategorii ilustracji. Prowadzi Pracownię Malarstwa i Rysunku 1 w Akademii Sztuk Pięknych w Warszawie (2022).
Jest wnukiem rysownika Gwidona Miklaszewskiego. Jego wujem jest architekt Andrzej Miklaszewski, ciotką pisarka Agata Miklaszewska.

## Wystawy
Wystawy indywidualne:
- 2001 – wystawa malarstwa zorganizowana przez Ambasadę R.P. w Słowenii, Zamek Bogenšperk, Lublana
- 2004 – wystawa obrazów, Fort M, Warszawa
- 2005 – „Dźwigi i ludzie” Niezależna Offowa Galeria Artystyczna, Warszawa
- 2005–2006 – cykl wystaw indywidualnych organizowanych przez „Latającą Galerię”, Warszawa
- 2007 – „Przed obrazem” Simonis Gallery, Warszawa
- 2010 – “ZZA”, Ogrody, Warszawa
- 2010 – “Szukając końca”, Galeria Sztuki Wystawa, Warszawa
- 2012 – “Mój kraj”, Galeria Promocyjna, Warszawa[5]

Wystawy zbiorowe:
- 2000 – „Zdarzenia” – Międzynarodowy Festiwal Działań Teatralnych i Plastycznych, Tczew
- 2003 – Cykl wystaw „Polska sztuka współczesna”, Catania, Rzym, Lyon, Avignon, Bordeaux, Alissas
- 2003 – Galeria Ateneum Młodych, Warszawa
- 2004 – „Różnorodność-Diversity” wystawa malarstwa towarzysząca Konferencji UNESCO, Warszawa, [współorganizator i uczestnik]
- 2004 – „Rozbiegówka”, Oficyna Malarska, Warszawa
- 2005 – „Europejskie Dni Dziedzictwa”, Podkowa Leśna
- 2005 – „Między emocją a rozumem” Pawilon Wystawowy SARP, Warszawa [pomysłodawca i uczestnik]
- 2006 – „Sąsiedzi dla sąsiadów”, Otwarte Pracownie na Pradze, Warszawa
- 2006–2007 – „Walking Art Tour” (Hyatt Regency), wystawa pod patronatem Prezydenta m.st. Warszawy
- 2007 – wystawa obrazów oraz akcja malarska „Malowanie Bitwy pod Grunwaldem” pracownie PZO, Noc Muzeów, Warszawa
- 2007 – „Uczniowie prof. Ziemskiego”, Oficyna Malarska, Warszawa
- 2007 – „Trzy strony obrazu”, InfoGaleria, Warszawa
- 2008 – „Wietrzenie obrazów w Lufciku”, Galeria Artystów Plastyków, Warszawa
- 2008 – wystawa w ramach Nocy Muzeów, Warszawa
- 2008 – “Figuracja czy abstrakcja”, Galeria Ars-pro-toto, Erlangen, Niemcy
- 2008 – “Figuracja czy abstrakcja”, Galeria Farbiarnia, Warszawa
- 2009 – Wystawa w ramach Nocy Muzeów, Reduta Powstańcza-ruiny Banku Polskiego, Warszawa
- 2009 – “Trzy strony obrazu – edycja druga”, Galeria w Centrum Olimpijskim, Warszawa
- 2010 – “Noc Malarzy”, Fabryka Czekolady, Warszawa
- 2011 – “Hangart”, Galeria Klimy Bocheńskiej, Warszawa
- 2011 – “Noc Malarzy”, Fabryka Czekolady, Warszawa
- 2012 – “Noc Malarzy”, Galeria Praca, Szpitalna 6, Warszawa
- 2012 – “Salon Letni”, Galeria Promocyjna, Warszawa